# Howard Grant
Howard Grant (* 22. Juni 1966 in Saint Ann’s Bay, Jamaika) ist ein ehemaliger kanadischer Boxer jamaikanischer Herkunft und aktueller Boxtrainer. Er ist der ältere Bruder des Boxweltmeisters Otis Grant.

## Werdegang
Der 1,80 m große Linksausleger boxte als Amateur ausschließlich im Halbweltergewicht, gewann 1983 die Bronzemedaille bei den Juniorenweltmeisterschaften in Santo Domingo und 1986 die Silbermedaille bei den Weltmeisterschaften in Reno. Anschließend nahm er noch an den Commonwealth Games 1986 in Edinburgh teil und gewann die Goldmedaille. Zudem wurde er 1986 und 1988 Kanadischer Meister. 
1988 nahm er an den Olympischen Sommerspielen in Seoul teil, schied jedoch im Achtelfinale gegen den späteren Silbermedaillengewinner Lars Myrberg aus und belegte damit Platz 9.
Nach den Olympischen Spielen wechselte er ins Profilager und bestritt 19 Kämpfe in Kanada, den USA und England. Er blieb in seinen ersten 16 Kämpfen unbesiegt und gewann im Mai 1992 die Kanadische Meisterschaft im Leichtgewicht gegen Greg Gayle. Im Mai 1994 boxte er in Stevenage um die Commonwealth-Meisterschaft im Leichtgewicht, verlor jedoch vorzeitig gegen Billy Schwer. Nach einer weiteren Niederlage im Mai 1995 gegen Stevie Johnston, beendete er seine Karriere mit einer Bilanz von 16 Siegen (9 K. o.), 2 Niederlagen (2. K. o.) und einem Unentschieden.
Zusammen mit seinem Bruder ist er Inhaber des Fitnesscenters „Grant Brothers Boxing“ in Québec. Er trainierte nicht nur seinen Bruder bis zu dessen Karriereende im Jahr 2006, sondern auch Phil Lo Greco und den vierfachen WM-Herausforderer Librado Andrade.